# Le Café ou l'Écossaise
Le Caffé ou l’Écossaise (ou L’Écossaise ou le Caffé) est une pièce de théâtre de Voltaire, représentée pour la première fois à Paris au Théâtre de la rue des Fossés à Saint-Germain le 26 juillet 1760, bien qu’elle ne fût à l'origine pas destinée à être jouée.
C’est une comédie en 5 actes et en prose que Voltaire mit huit jours à écrire. Elle connut un succès prodigieux et alla, dans sa nouveauté, jusqu’à la seizième représentation. Il y avait d’ailleurs plus de monde à la quatrième qu’à la première représentation.
L’Écossaise, imprimée en mai 1760, était présentée au public comme une comédie anglaise de M. Hume, pasteur de l’église d’Édimbourg, et frère du célèbre philosophe David Hume.
Voltaire a composé cette pièce pour répliquer à la pièce les Philosophes de Palissot bien qu’il n’y ait pas été attaqué personnellement.
Il attaque plus particulièrement dans la pièce Le « folliculaire » Fréron (le fameux auteur de l'Année littéraire), celui-ci y est représenté sous le nom de « Frelon, écrivain de feuilles et fripon ».
On dit que ce dernier, quinze jours avant la pièce, avait prouvé dans une des feuilles que celle-ci ne devait pas réussir. D'Alembert dit dans une de ses lettres à Voltaire, qu’il en fut tout autrement et que lorsqu’on lui en demanda la raison il répondit : « si un décrotteur m’avait insulté, et qu’il fût mis au carcan à ma porte, je ne me presserais pas de mettre la tête à la fenêtre ». Il ajoute : « quelqu’un me dit que le jour de la première représentation la pièce avait commencé fort tard ; c’est apparemment, lui dis-je, que Fréron était monté à l’hôtel-de-ville » et D’Alembert relate finalement le fait qu’un conseiller « de la classe » du Parlement de Paris, dont on n’a pu lui dire le nom, disait avant la pièce que cela ne vaudrait rien, qu’il en avait lu l’extrait dans Fréron, on lui répondit qu’il allait voir quelque chose de meilleur, l’extrait de Fréron dans la pièce.
Voltaire devait faire paraître avec cette pièce, un frontispice de Gravelot, représentant « Une lyre suspendue agréablement avec des guirlandes de fleurs et un âne qui braie de toute sa force en la regardant », avec ces mots au-dessous:
Que veut dire
Celle lyre?
C’est Melpomène Ou Clairon;
Et ce monsieur qui soupire
Et fait rire
N’est-ce pas Martin F*** (Fréron)?
Mais Fréron, mis au courant, écrivit quelque temps avant l’impression de l’Écossaise qu’elle allait être publiée avec un portrait fort ressemblant de l’auteur, Voltaire pris de court ne fit donc pas insérer la gravure qui ne parut, alors, qu’avec l’édition de Tancrède en 1761.
Une réimpression de l’édition, parue en 1761, porte au titre l’épigraphe : 
« J’ai vengé l’univers autant que je l’ai pu. »
La pièce fut adaptée en anglais par George Colman l'Ancien sous le titre The English Merchant et eut autant de succès à Londres qu’à Paris.
À la représentation, on substitua au nom de Frelon celui de Wasp (frelon ou guêpe en langue anglaise).

## Personnages
- Maitre Fabrice, patron du café.
- Lindane, Écossaise.
- Monrose, aristocratique écossais.
- Lord Murray.
- Polly, suivante.
- Freeport, négociant de Londres.
- Wasp, journaliste.
- Lady Alton.
- André, laquais de lord Monrose.

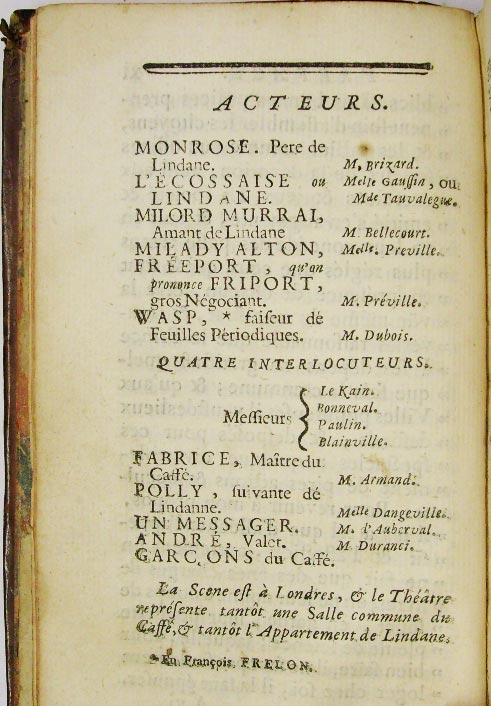
Distribution des rôles de la pièce dans sa nouveauté

- Plusieurs Anglais, clients du café.
- Domestiques.
- Un Messager d’État.